# Tranvia Intra-Omegna
La tranvia Intra-Omegna era una linea tranviaria del Piemonte che fra il 1910 e il 1946 collegò  il centro di Intra con Pallanza e Omegna.

## Storia

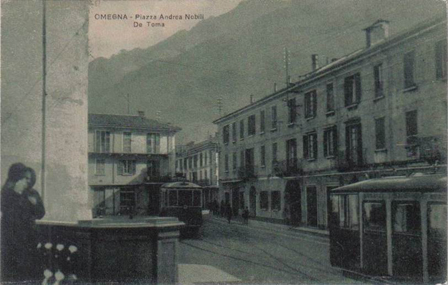
Omegna, piazza Beltrami

### Gli antefatti
Il rapido sviluppo turistico della località di Pallanza, iniziato alla fine del XIX secolo, creò l'esigenza dello sviluppo di adeguate infrastrutture per favorire l'arrivo della crescente clientela anche in considerazione del fatto che la stazione ferroviaria - sulla linea del Sempione - distava 7 chilometri dal centro cittadino. Dal maggio 1909 venne istituito un servizio tramite una vettura Fiat 24-40 HP; il servizio era limitato ai clienti dei grandi alberghi e alla stagione turistica, era tuttavia stata richiesta l'autorizzazione per renderlo pubblico ed estenderlo fino ad Intra e Ghiffa.
L'idea di una tranvia iniziò a farsi strada dal 1905, ad Omegna la decisione sembrava già avviata ma a Pallanza venne rallentata dalla costituzione, avvenuta nel 1906, di un comitato per la creazione della linea ferroviaria Locarno-Valmara-Fondotoce. Nonostante il coinvolgimento finanziario di vari enti, tra cui la Banca Popolare di Intra, il progetto venne  abbandonato.

### La tranvia
Il progetto di costruzione di una tranvia a trazione elettrica, a scartamento normale per il collegamento della stazione ferroviaria di Fondotoce allo scalo lacustre di Pallanza con prolungamento fino ad Omegna venne commissionato dal cavalier Giuseppe Cobianchi, ingegnere e industriale locale, all'ingegner Giuseppe Banfi di Milano.
Allo scopo venne costituita la Società anonima "Verbano per la trazione elettrica" (SAVTE, chiamata anche "la Verbano") con durata iniziale di trent'anni dal marzo 1907 e capitale di L. 1.200.000. La società fece domanda per la realizzazione e gestione della tranvia il 21 ottobre 1908; con regio decreto n° 572 del 20 dicembre 1908, pubblicato sulla Gazzetta Ufficiale del Regno d'Italia venne accordata la concessione per il primo tronco. La richiesta faceva seguito alle istanze precedenti del comune di Pallanza ed era conseguente ad una istruttoria nella quale erano emersi i pareri favorevoli degli enti proprietari del suolo stradale costituitisi in consorzio. La concessione affidava alla società anche l'esercizio per il trasporto di viaggiatori e di merci, in base ad un progetto del 6 aprile e 18 maggio del 1907, già vistato, di una linea che raggiungesse Intra. Il 9 ottobre 1910 venne inaugurato il tratto di 7,393 km tra Pallanza e Fondotoce che entrò in esercizio il 22 ottobre.

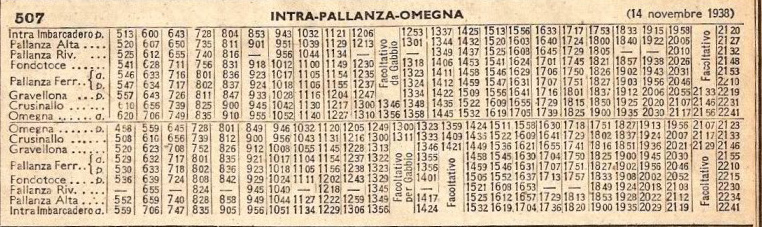
Quadro orario tranvia Intra-Omegna del 1938

Il secondo tratto, tra Fondotoce e Omegna ebbe la concessione il 23 dicembre del 1912, ma senza sovvenzione governativa, e fu aperto all'esercizio il 30 giugno del 1913; la tranvia raggiunse così la lunghezza di circa 17,5 km. La concessione per il proseguimento da Pallanza (Rondò dei cappuccini) all'imbarcadero di Intra venne rilasciata con il regio decreto 1º settembre 1925 n. 1775 nel quale venne anche prorogata al 31 dicembre 1965 la scadenza precedente; il 29 aprile del 1929 il tram collegò anche il centro dell'abitato di Intra, sul lago Maggiore, raggiungendo la sua massima estensione, di 20,776 km. La cittadina era un nodo vitale del trasporto dell'area, dato che in essa si realizzava il collegamento tra la ferrovia Intra-Premeno, l'imbarcadero nel quale approdavano i traghetti provenienti da Laveno, con le sue stazioni delle FNM e delle FS e, per mezzo della nuova linea, con le due importanti linee ferroviarie Milano–Domodossola nella stazione di Verbania-Pallanza e Novara–Domodossola nella stazione di Omegna. Il progettato prolungamento fino a Cannobio avrebbe realizzato anche il collegamento terrestre con la vicina frontiera svizzera ma non venne mai realizzato.

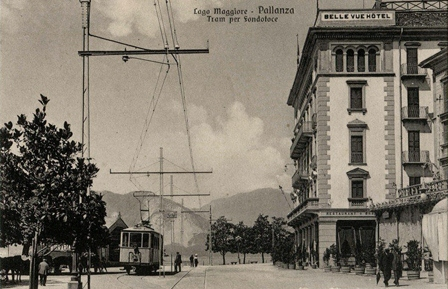
Pallanza

La tranvia svolgeva un servizio ben articolato durante la giornata con 22 coppie di corse tra i due capolinea e alcune limitate al tratto Gravellona-Omegna
Intorno al 1939 la società esercente intraprese lo studio per un risanamento radicale delle infrastrutture e del materiale rotabile la cui manutenzione era sempre più necessaria, ma la scoppio delle ostilità vanificò ogni cosa impedendo alle autorità competenti qualunque fornitura di materiali richiesti per la necessaria manutenzione. Le proteste per i disservizi, a guerra finita, produssero anche interpellanze parlamentari nelle quali venne evidenziato il piano di abbandono strutturale della tranvia intrapreso dalla società e il progetto di passaggio al trasporto su strada.
Venne anche avanzata la richiesta di trasformazione della tranvia in una filovia, ma senza esito. La linea venne definitivamente chiusa all'esercizio il 18 ottobre del 1946 e sostituita "in via provvisoria" dal trasporto automobilistico.
Il tratto tra Omegna e Crusinallo rimase in esercizio come raccordo industriale ferroviario fino alla fine del 1982.

## Caratteristiche
| Unknown route-map component "exCONTr+f" |

| Unknown route-map component "exKBHFe" | Unknown route-map component "uexKBHFa" | Pier |

| Unknown route-map component "uexBHF" |

|  | Unknown route-map component "uexHST" | Pier |

| Unknown route-map component "uexBHF" |

| Unknown route-map component "CONTr+f" | Unused straight waterway |  |

| Station on track | Unknown route-map component "uexBHF" |  |

| One way leftward | Unused waterway under railway bridge | Unknown route-map component "CONTfq" |

|  | Unknown route-map component "uexhKRZWae" |

| Unknown route-map component "uexBHF" |

| Unknown route-map component "uexBHF" |

| Unknown route-map component "CONTgq" | Unused waterway under railway bridge | Unknown route-map component "CONTfq" |

| Unknown route-map component "uexKBHFe" |

La linea adottava lo scartamento tranviario normale di 1445 mm ed aveva la lunghezza complessiva di 20,776 chilometri.
Era a trazione elettrica a corrente alternata a 2000 volt alla frequenza di 15 hertz.

### Percorso

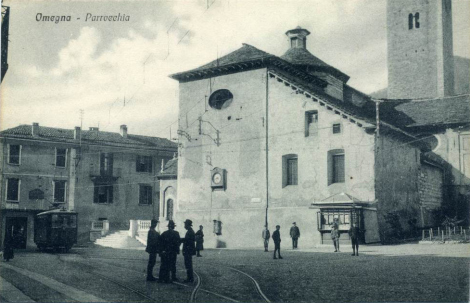
Tram davanti alla chiesa di Omegna

Dal capolinea di Intra, che sorgeva in corrispondenza del locale imbarcadero e a pochi metri dal capolinea della ferrovia Intra-Premeno, seguiva il lungolago per poi imboccare il piano di Sant'Anna in sede propria; l'attraversamento del torrente San Bernardino avveniva tramite un maestoso ponte in cemento armato, appositamente edificato, chiamato ponte "Cobianchi". Dopo aver attraversato il centro abitato di Pallanza il percorso tornava sul lungolago, sull'attuale strada statale 34 che incrociava alla fermata di "Pallanza-Riviera".
Il percorso, a valle della strada statale, proseguiva fino al sottopassaggio della ferrovia del Sempione servendo l'abitato di Fondotoce e la stazione ferroviaria di Pallanza e poi in sede propria fino al ponte sul Toce, da qui tornava in sede promiscua sull'attuale strada provinciale 229 del Lago d'Orta fino ad Omegna all'estremità settentrionale del lago d'Orta.
La tranvia rivestiva un'importante funzione per il traffico locale per il trasposto della numerosa forza lavoro delle aree industrializzate di Gravellona Toce, Crusinallo e Omegna.
Le pendenze massime sul percorso erano del 25 per mille nel tratto tra Intra e Pallanza, del 30 per mille tra Pallanza e Fondotoce e del 34,41 per mille tra Fondotoce e Omegna, la velocità massima non superava i 40 km/h. I convogli erano composti da una sola elettromotrice tranne casi eccezionali in cui ne venivano impiegate due. Ogni treno poteva trasportare fino ad un massimo di 260 persone. 

## Materiale rotabile
All'apertura del primo tratto, nel 1910, tra Pallanza e Fondotoce la fornitura dei rotabili, 12 unità, venne ricavata dalla modifica delle motrici già utilizzate per la ferrovia sopraelevata di Milano dell'Esposizione del 1906. La sopraelevata era composta da 18 rotabili con 24 posti a sedere e capienza massima di 50 persone (80 per le vetture intermedie); prima di entrare in servizio le vetture vennero modificate, a Pallanza vennero infatti impiegate 12 elettromotrici bidirezionali e 6 rimorchiate. Tra le modifiche vi furono la sostituzione dei cancelletti con degli sportelli e la sostituzione dei sedili, le originarie poltroncine in velluto rosso rimasero solo nella prima classe.
Le motrici elettriche e le rimorchiate erano a due assi, della lunghezza di 10 m ciascuna e della massa di 14 t. La cassa era a comparto unico con terrazzini chiusi di estremità. I rotabili erano stati costruiti dalle Officine Meccaniche di Milano con equipaggiamento elettrico delle Officine Elettro-ferroviarie dell'ingegnere Giorgio Finzi. La motorizzazione era costituita da due motori a collettore da 30 hp ciascuno, con funzionamento in corrente alternata monofase e regolazione a trasformatore mediante controller a prese multiple.
Sulla linea, nel tratto tra Omegna e Fondotoce venne impiegata anche una locomotiva a vapore per il traffico merci diretto alla Metallurgica Vittoria Cobianchi di Omegna.
Dopo l'apertura dell'intera tratta il parco venne integrato da ulteriori 6 motrici.